# Mailavaram
Mailavaram fou un estat tributari protegit del tipus zamindari situat a la taluka de Bezwada, al districte de Kistna, Presidència de Madras (corresponent avui a l'estat d'Andhra Pradesh). Era un estat petit que era format únicament per una part de l'antiga pargana de Kondapalli. La ciutat de Mailavaram tenia 3.704 habitants al cens de 1881.